# Вальценхаузен
Вальценхаузен (нем. Walzenhausen) — коммуна в Швейцарии, в кантоне Аппенцелль-Ауссерроден. 
Население составляет 2121 человек (на 31 марта 2007 года). Официальный код  —  9428.